# 小川村 (新潟県)
小川村（こがわむら）は、かつて新潟県東蒲原郡にあった村。

## 沿革
- 1889年（明治22年）4月1日 - 町村制施行に伴い、東蒲原郡三郷村、常浪村、栄山村、鳥井村が合併して発足。
- 1955年（昭和30年）1月15日 - 東蒲原郡津川町、揚川村（一部）と合併し、津川町を新設して消滅。

## 交通

### 道路
- 若松街道（二級国道115号新潟平線、現・国道49号）